# Giro dell'Appennino 1970
Il Giro dell'Appennino 1970, trentunesima edizione della corsa, si svolse il 13 settembre 1970, su un percorso di 255 km. La vittoria fu appannaggio dell'italiano Gianni Motta, che completò il percorso in 6h24'54", precedendo i connazionali Pierfranco Vianelli e Italo Zilioli.
I corridori che partirono furono 72, mentre coloro che tagliarono il traguardo di Pontedecimo furono 34.

## Ordine d'arrivo (Top 10)
| Pos. | Corridore           | Squadra       | Tempo    |
| ---- | ------------------- | ------------- | -------- |
| 1    | Gianni Motta        | Salvarani     | 6h24'54" |
| 2    | Pierfranco Vianelli | Molteni       | a 2'20"  |
| 3    | Italo Zilioli       | Faemino-Faema | a 3'20"  |
| 4    | Michele Dancelli    | Molteni       | a 3'55"  |
| 5    | Aldo Moser          | G.B.C.-Zimba  | s.t.     |
| 6    | Erik Pettersson     | Ferretti      | s.t.     |
| 7    | Roberto Poggiali    | Salvarani     | s.t.     |
| 8    | Gösta Pettersson    | Ferretti      | s.t.     |
| 9    | Enrico Maggioni     | Ferretti      | s.t.     |
| 10   | Renato Laghi        | Sagit         | s.t.     |